# O měření kruhu

Trojúhelník a kruh jsou si rovny v oblastech ploch

O měření kruhu je spis řeckého matematika a fyzika Archiméda. Pojednání se skládá ze tří tvrzení.

## První tvrzení
Archimédés v něm říká, že plocha kruhu se rovná ploše pravoúhlého trojúhelníka, pro který platí, že délka jedné odvěsny je rovna poloměru kruhu a druhá jeho obvodu.